# Afrixalus weidholzi
Afrixalus weidholzi е вид земноводно от семейство Hyperoliidae. Видът е незастрашен от изчезване.

## Разпространение
Разпространен е в Бенин, Гамбия, Гана, Демократична република Конго, Камерун, Кот д'Ивоар, Мали, Нигерия, Сенегал, Сиера Леоне, Того и Южен Судан.